# Humberto Mariles
Humberto Mariles Cortés (Hidalgo del Parral, 13 giugno 1913 – Parigi, 7 dicembre 1972) è stato un cavaliere messicano.
Ha partecipato a due edizioni dei giochi olimpici (1948 e 1952).

## Palmarès
Olimpiadi
- 3 medaglie:
  - 2 ori (salto ostacoli individuale a Londra 1948, salto ostacoli a squadre a Londra 1948)
  - 1 bronzo (concorso completo a squadre a Londra 1948)